# Warner Baxter
Warner Leroy Baxter, född 23 mars 1889 i Columbus, Ohio, död 7 maj 1951 i Beverly Hills, var en amerikansk skådespelare.

## Biografi
Warner Baxter flyttade till San Francisco efter den stora jordbävningen 1909. De två första veckorna bodde familjen i tält. År 1910 började Baxter stå på scen och hans första huvudroll kom 1928 i filmen In Old Arizona för vilken han vann en Oscar som bästa manliga huvudroll. År 1936 var han den bäst betalda skådespelaren i Hollywood men tvingades till slut in i b-filmsträsket 1943, bland annat med roller i Crime Doctor-serien.
Baxter led av ledinflammation och genomgick lobotomi för att minska smärtan. Han dog strax därefter av lunginflammation vid en ålder av 62. Baxter har en stjärna på Hollywood Walk of Fame.

## Filmografi (i urval)
- 1926 – Den store Gatsby
- 1928 – Ramona
- 1928 – West of Zanzibar
- 1928 – In Old Arizona
- 1931 – The Stolen Jools
- 1931 – The Cisco Kid
- 1933 – 42:a gatan
- 1933 – Ett farligt vittne
- 1934 – Han, hon och hästen
- 1935 – Under the Pampas Moon
- 1936 – Fången på hajarnas ö
- 1941 – Adam hade fyra söner